# Royal Naval Amateur Radio Society
La Royal Naval Amateur Radio Society (RNARS) es una organización británica de radioaficionados para aquellos en la profesión marítima. El RNARS fue fundado en 1960 en la base naval HMS Mercury. Tiene su base en la base naval HMS Collingwood en Fareham (Hampshire). El RNARS promueve la radioafición en la Royal Navy y los Royal Marines, así como las estaciones de radioaficionados en barcos museo, incluido el HMS Belfast. Los miembros de la RNARS son organizaciones o individuos de países "aliados" como Estados Unidos, Holanda o Australia (que tiene estaciones en tres barcos museo: HMAS Vampire, HMAS Diamantina y HMAS Castlemaine). El RNARS ofrece certificados para aficionados y oyentes de onda corta, así como un certificado de velocidad en código Morse. Es miembro de la Radio Society of Great Britain.
El órgano de la RNARS es la Newsletter de la RNARS.

## Literatura
Wally Walker G4DIU: La Royal Naval Amateur Radio Society 1960-2013. 24 páginas, PDF